# Gare de Higashi-Jūjō
La gare de Higashi-Jūjō (東十条駅, Higashi-Jūjō-eki) est une  gare ferroviaire japonaise située dans l'arrondissement de Kita à Tokyo. Elle est gérée par la East Japan Railway Company (JR East).

## Situation ferroviaire
La gare de Higashi-Jūjō est située au point kilométrique (PK) 18,9 de la ligne Keihin-Tōhoku.

## Histoire
La gare a été inaugurée le 1er août 1931 sous le nom de Shimo-Jūjō. La gare a pris son nom actuel le 1er avril 1957.

## Service des voyageurs

### Accès et accueil
La gare dispose d'un bâtiment voyageurs, avec guichet, ouvert tous les jours.

### Desserte
- Ligne Keihin-Tōhoku :
  - voies 1 et 2 : direction Tokyo, Yokohama et Ōfuna
  - voie 4 : direction Urawa et Ōmiya